# David Okereke
David Chidozie Okereke (sinh ngày 29 tháng 8 năm 1997) là một cầu thủ bóng đá chuyên nghiệp người Nigeria hiện tại đang thi đấu ở vị trí tiền đạo cho câu lạc bộ Cremonese tại Serie B.

## Sự nghiệp thi đấu

### Spezia
Anh ra mắt Spezia vào ngày 9 tháng 4 năm 2016 trong trận gặp Novara tại Serie B. Ở mùa giải 2018–19, Okereke ghi được 10 bàn thắng và có 12 đường kiến tạo sau 33 lần ra sân.

### Club Brugge
Vào ngày 9 tháng 7 năm 2019, anh ký bản hợp đồng kéo dài 4 năm với Club Brugge.

### Cho mượn tại Venezia
Ngày 12 tháng 8 năm 2021, Okereke gia nhập tân binh Serie A, Venezia theo dạng cho mượn.

### Cremonese
Ngày 28 tháng 7 năm 2022, Okereke gia nhập Cremonese bằng bản hợp đồng kéo dài 3 năm với mức phí chuyển nhượng được báo cáo là 10 triệu euro.

## Đời tư
Ngày 15 tháng 9 năm 2020, anh xét nghiệm dương tính với COVID-19.

## Thống kê sự nghiệp
Tính đến 3 tháng 5 năm 2023
| Câu lạc bộ          | Mùa giải            | Giải đấu                         | Giải đấu | Giải đấu | Cúp  | Cúp | Châu lục | Châu lục | Khác | Khác | Tổng cộng | Tổng cộng |
| Câu lạc bộ          | Mùa giải            | Hạng                             | Trận     | Bàn      | Trận | Bàn | Trận     | Bàn      | Trận | Bàn  | Trận      | Bàn       |
| ------------------- | ------------------- | -------------------------------- | -------- | -------- | ---- | --- | -------- | -------- | ---- | ---- | --------- | --------- |
| Lavagnese           | 2015–16             | Serie D                          | 3        | 1        | –    | –   | –        | –        | —    | —    | 3         | 1         |
| Spezia              | 2015–16             | Serie B                          | 3        | 0        | 0    | 0   | –        | –        | –    | –    | 3         | 0         |
| Spezia              | 2016–17             | Serie B                          | 14       | 0        | 3    | 1   | –        | –        | –    | –    | 17        | 1         |
| Spezia              | 2017–18             | Serie B                          | 6        | 0        | 0    | 0   | –        | –        | –    | –    | 6         | 0         |
| Spezia              | 2018–19             | Serie B                          | 31       | 10       | 2    | 0   | –        | –        | –    | –    | 33        | 10        |
| Spezia              | Tổng cộng           | Tổng cộng                        | 54       | 10       | 5    | 1   | 0        | 0        | 0    | 0    | 59        | 11        |
| Cosenza (mượn)      | 2017–18             | Serie C                          | 24       | 4        | 2    | 1   | –        | –        | –    | –    | 26        | 5         |
| Club Brugge         | 2019–20             | Giải bóng đá vô địch quốc gia Bỉ | 22       | 9        | 4    | 2   | 9        | 0        | –    | –    | 35        | 11        |
| Club Brugge         | 2020–21             | Giải bóng đá vô địch quốc gia Bỉ | 28       | 4        | 2    | 0   | 5        | 0        | –    | –    | 35        | 4         |
| Club Brugge         | 2021–22             | Giải bóng đá vô địch quốc gia Bỉ | 1        | 0        | 0    | 0   | –        | –        | 0    | 0    | 1         | 0         |
| Club Brugge         | Tổng cộng           | Tổng cộng                        | 51       | 13       | 6    | 2   | 14       | 0        | 0    | 0    | 71        | 15        |
| Venezia (mượn)      | 2021–22             | Serie A                          | 32       | 7        | 1    | 0   | –        | –        | –    | –    | 33        | 7         |
| Cremonese           | 2022–23             | Serie A                          | 29       | 7        | 5    | 2   | –        | –        | –    | –    | 34        | 9         |
| Tổng cộng sự nghiệp | Tổng cộng sự nghiệp | Tổng cộng sự nghiệp              | 193      | 42       | 19   | 6   | 14       | 0        | 0    | 0    | 226       | 48        |

## Danh hiệu
Club Brugge
- Giải bóng đá vô địch quốc gia Bỉ: 2019–20,[8] 2020–21[9]
- Siêu cúp bóng đá Bỉ: 2021[10]